# Haïti op de Olympische Zomerspelen 1932
Haïti nam deel aan de Olympische Zomerspelen 1932 in Los Angeles, Verenigde Staten. Nadat vier jaar eerder nog zilver was gewonnen, werden dit keer geen medailles gewonnen. Deze reeks zet zich tot op heden door.

## Deelnemers en resultaten

### Atletiek
| Olympiër     | Discipline      | Resultaat | Prestatie            |
| ------------ | --------------- | --------- | -------------------- |
| André Théard | 100m (m)        | series    | serie 1: 4de in 11,4 |
| Sylvio Cator | verspringen (m) | 9e        | 5,93m                |

Argentinië · Australië · België · Brazilië · Brits-Indië · Canada · Colombia · Denemarken · Duitsland · Estland · Filipijnen · Finland · Frankrijk · Griekenland · Groot-Brittannië · Haïti · Hongarije · Ierland · Italië · Japan · Joegoslavië · Letland · Mexico · Nederland · Nieuw-Zeeland · Noorwegen · Oostenrijk · Polen · Portugal · Republiek China · Spanje · Tsjecho-Slowakije · Uruguay · Verenigde Staten · Zuid-Afrika · Zweden · Zwitserland